# Anisotremus dovii
Anisotremus dovii är en fiskart som först beskrevs av Günther, 1864.  Anisotremus dovii ingår i släktet Anisotremus och familjen Haemulidae. IUCN kategoriserar arten globalt som livskraftig. Inga underarter finns listade i Catalogue of Life.

## Bildgalleri

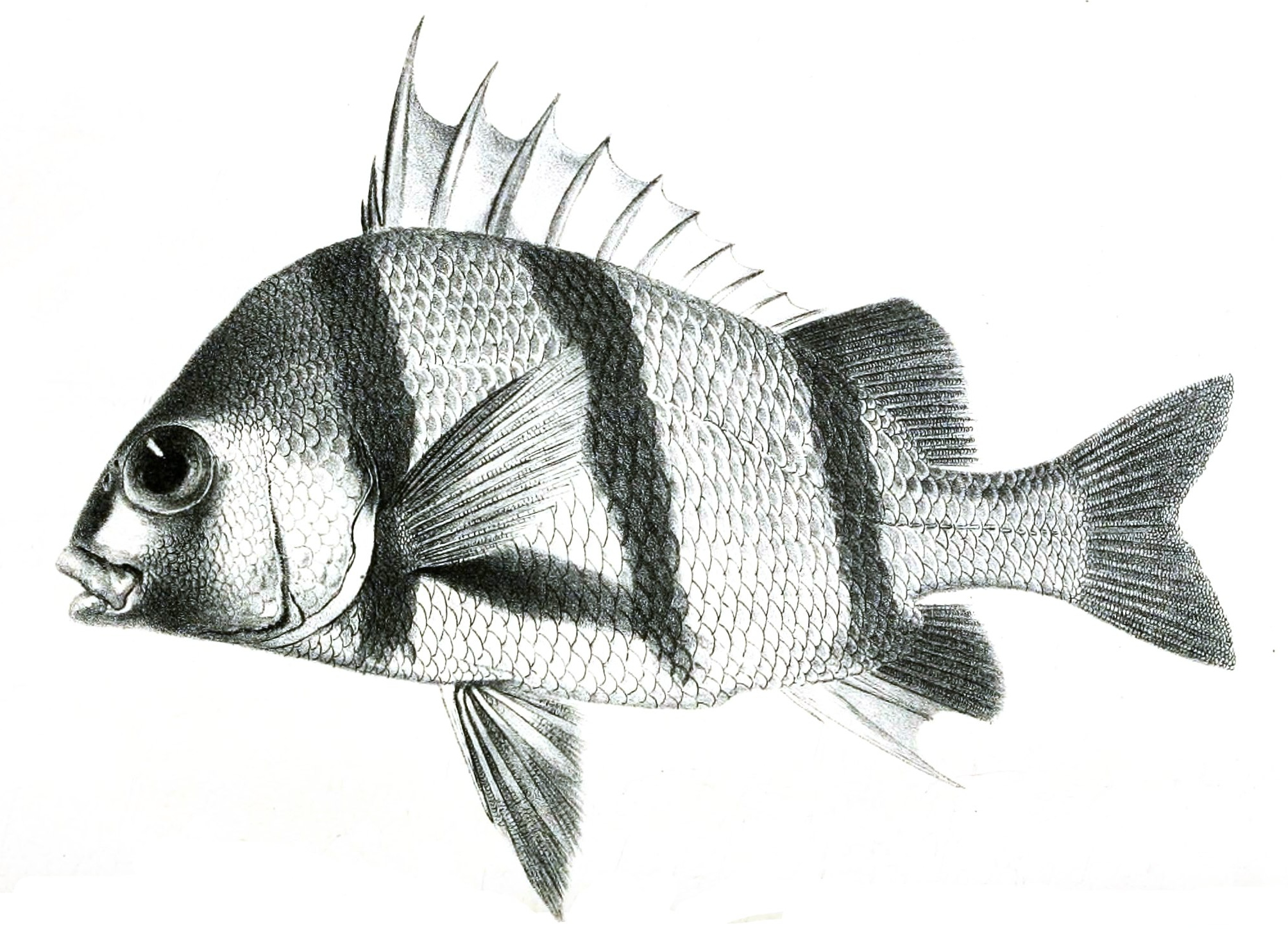